# Kirche Meiersberg

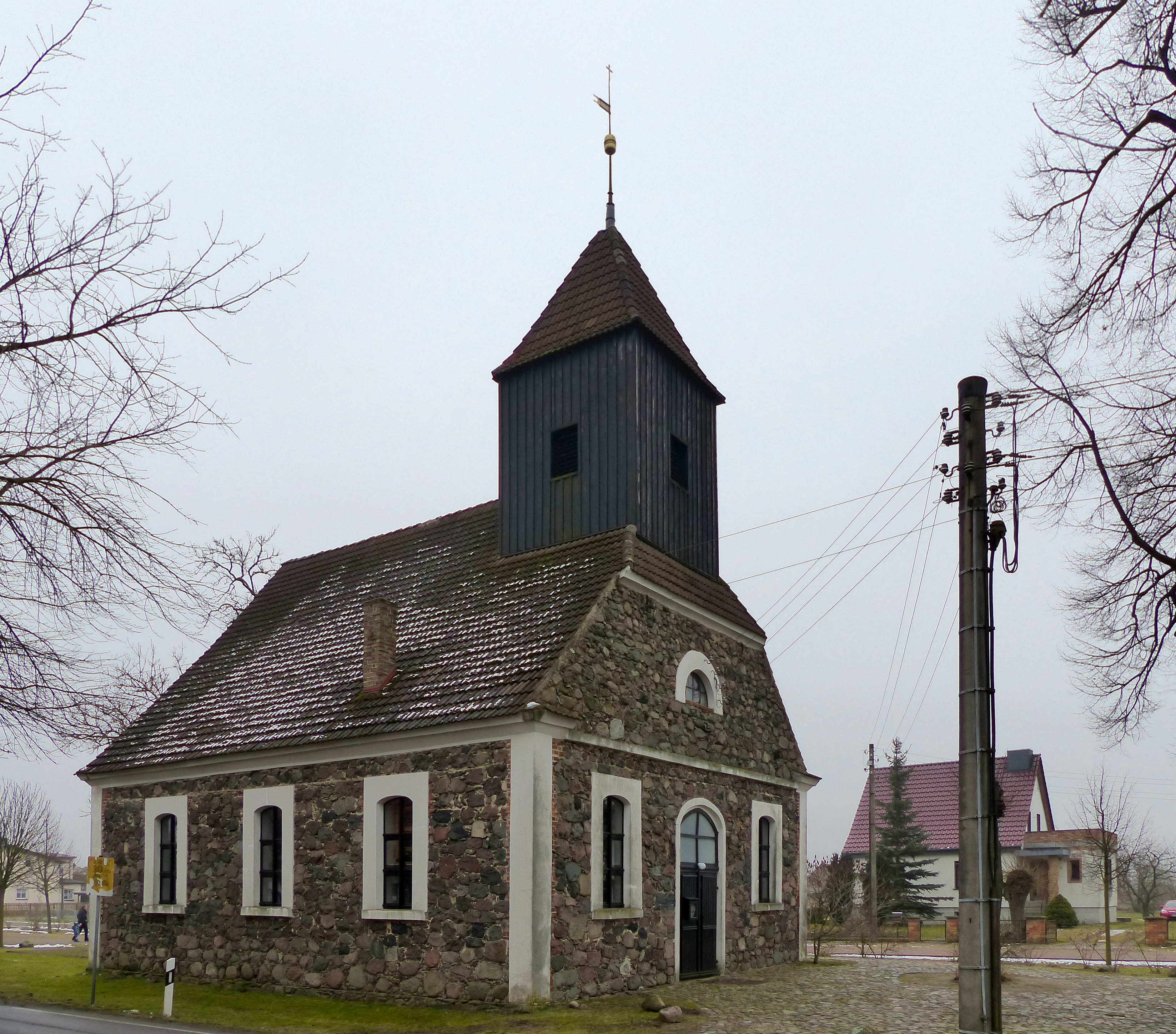
Kirche Meiersberg

Die Kirche Meiersberg ist ein Kirchengebäude in Meiersberg im Landkreis Vorpommern-Greifswald in Mecklenburg-Vorpommern. Sie gehört zum Pfarrsprengel Ferdinandshof in der Propstei Pasewalk des Pommerschen Evangelischen Kirchenkreises der Evangelisch-Lutherischen Kirche in Norddeutschland.
Die Kirche wurde 1827 von Bauern und Arbeitern aus Meiersberg und dem benachbarten Schlabrendorf gebaut. 1956 wurde eine Winterkirche vom Kirchensaal abgeteilt. Dabei wurde der zuvor freistehende Altar an die Ostwand verschoben.
Die Kirche wurde aus Feldstein auf rechteckigem Grundriss errichtet. Sie trägt einen westlichen verbretterten Dachturm. Fenster, Tür, Gebäudeecken und das Dachgesims sind mit Putzfaschen eingefasst. In den Längsseiten befinden sich je drei, in den Giebeln zwei schlanke Fenster. In den Dachgiebeln befindet sich jeweils ein halbrundes Fenster.
Die Ausstattung stammt aus der Bauzeit. Die Orgel wurde 1888 von Emil Kaltschmidt aus Stettin-Grünhof gebaut. 1999 wurde sie saniert.
Das Geläut besteht aus zwei eisernen, 1829 gegossenen Glocken.